# 권순용
권순용(1982년 5월 2일 ~)은 대한민국의 댄스스포츠 감독이자 전 댄스스포츠 선수다. 현재 제이스댄스스튜디오의 대표를 맡고 있다.

## 방송
- 댄싱 위드 더 스타 1 (2011) - 9위
- 댄싱 위드 더 스타 3 (2013) - 6위

## 수상
- 제6회 KUDA 회장배 전국프로아마선수권대회 프로 라틴부문 1위 (2009)
- IDSF 인터내셔널 오픈 댄스 챔피언십 프로 라틴부문 6위 (2008)
- 슈퍼스타 골드컵 전국프로아마댄스스포츠선수권대회 프로 라틴부문 3위 (2007)

## 경력
- 서울종합예술학교 전임교수 (2011)
- 대한민국댄스스포츠연맹 전문체육심판원 LATIN 자격 취득 (2017)
- 국민대학교 평생교육원 지도교수 (2021~)
- 대한민국댄스스포츠연맹 국가대표 라틴 감독 (2022~)